# Walter z Malonne
Walter z Malonne, Wauthier de Malonne (zm. 1169) – biskup wrocławski w latach 1149–1169. 

## Życiorys
Pochodził z terenów dzisiejszej Belgii, z diecezji Liège. Przybył do Polski razem z bratem Aleksandrem, wyświęconym na biskupa płockiego – tam też nauczył się mówić po polsku. Przed mianowaniem na biskupa wrocławskiego był prepozytem płockim.
W okresie piastowania godności biskupa wrocławskiego zreformował struktury diecezjalne – wprowadził wśród duchowieństwa słabo przestrzegany wymóg celibatu, powołał kapitułę katedralną, w 1150 rozpoczął budowę nowej, romańskiej katedry wrocławskiej. Wystarał się także u papieża Hadriana IV dla swej diecezji o bullę protekcyjną, która ukazała się 23 kwietnia 1155.
Prawdopodobnie był inicjatorem osiedlenia się we Wrocławiu tkaczy walońskich (1161).